# Clayton & Shuttleworth

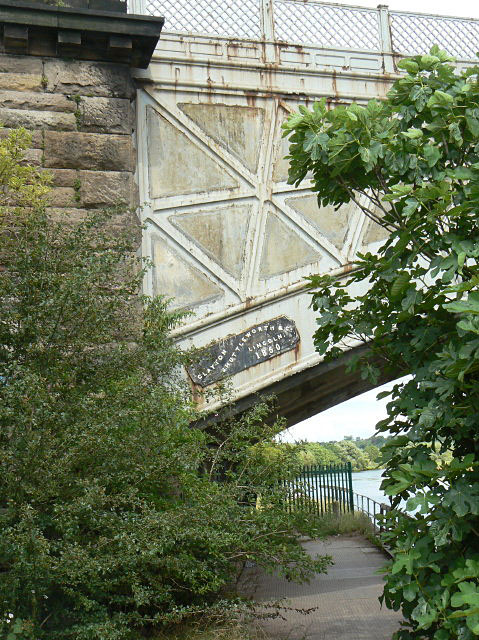
Clayton & Shuttleworth 1850 tablica informacyjna na wiadukcie Rectory Junction Viaduct niedaleko Netherfield, Nottinghamshire

Clayton & Shuttleworth – firma inżynierska zlokalizowana w Lincoln, w Anglii powstała w 1842, kiedy Nathaniel Clayton (1811–1890) utworzył spółkę ze swoim szwagrem Josephem Shuttleworthem (1819–1883).

## Historia

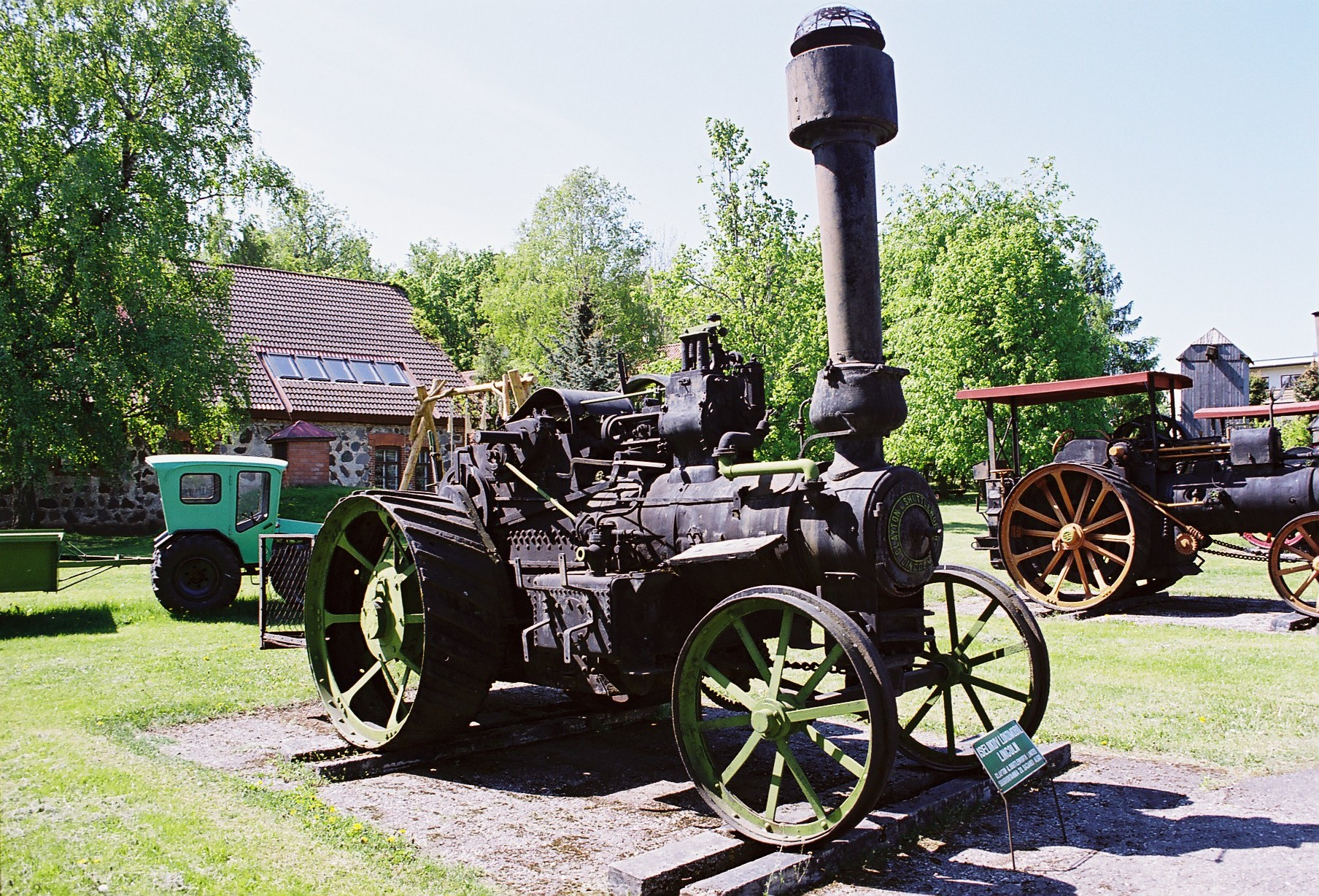
Clayton & Shuttleworth lokomobila samojezdna tzw. ciągnik parowy

### Silniki arowe
W 1845 roku firma zbudowała swoją pierwszą lokomobilę, a w 1849 pierwszą młocarnię. Produkty te stały się podstawą jej działalności. Clayton & Shuttleworth stał się wówczas jednym z wiodących producentów w kraju. Spółka dostarczała silniki parowe i młocarnie innym producentom, a także sprzedawała je pod własną marką. W 1851 sprzedała ponad 200 maszyn parowych, na co miała wpływ Wielka Wystawa. Do 1857 roku wyprodukowano łącznie 2400 silników parowych, a do 1890 roku całkowita produkcja osiągnęła 26 000 silników parowych i 24 000 młocarni.

### Eksport
W 1870 roku liczba pracowników firmy w Lincoln liczyła już 1200 osób. Dla firmy ważny był również eksport, dlatego też otworzyła swoje oddziały w kilku miastach Europy: Wiedeń (Austria) został utworzony najwcześniej, Peszt (Węgry), Praga (obecnie Czechy), Kraków (Polska) i Lwów (obecnie Ukraina). Firma przekształciła się w spółkę z ograniczoną odpowiedzialnością w 1901 r., a prezesem został Alfred Shuttleworth (1843–1925), syn założyciela.

### Silniki o spalaniu wewnętrznym

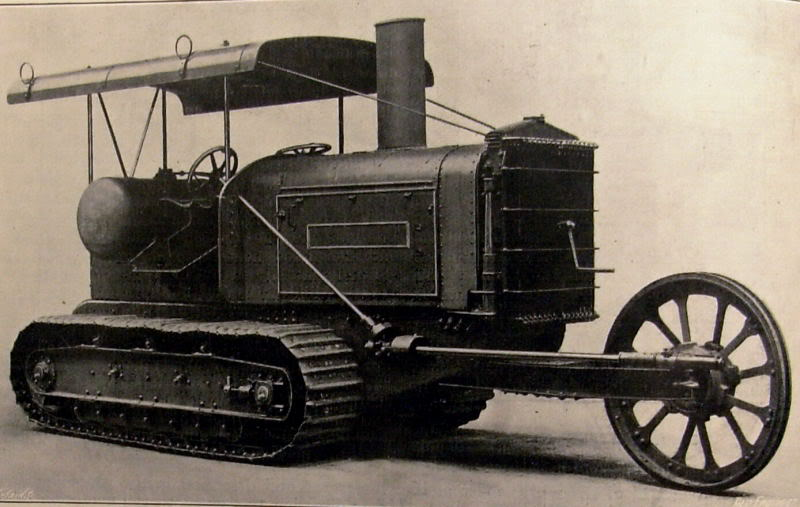
1916 Clayton & Shuttleworth traktor

Przez krótki czas XX wieku firma Clayton & Shuttleworth produkowała traktory. W 1911 roku zbudowała model wyposażony w czterocylindrowy silnik na ropę naftową z chłodnicą samochodową. Traktor posiadał blaszaną karoserią i kabinę z dachem. Następnie w 1916 roku pojawiła się wersja gąsienicowa z czterocylindrowym silnikiem dwupaliwowym. Ta maszyna posiadająca moc 40 koni mechanicznych (30 kW) była produkowana do 1929 roku. Firma zbudowała również ciągnik artyleryjski o mocy 100 hp (75 kW), podobny do traktora Holta. Była też pierwszą brytyjska firma, która wyprodukowała kombajn zbożowy.

### Samoloty

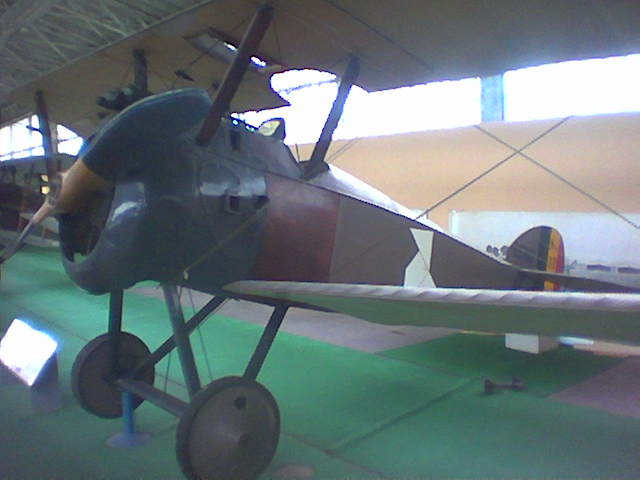
Wyprodukowany przez Clayton & Shuttleworth Sopwith Camel na wystawie w muzeum Musée Royal de l’Armée et de l’Histoire Militaire w Belgii

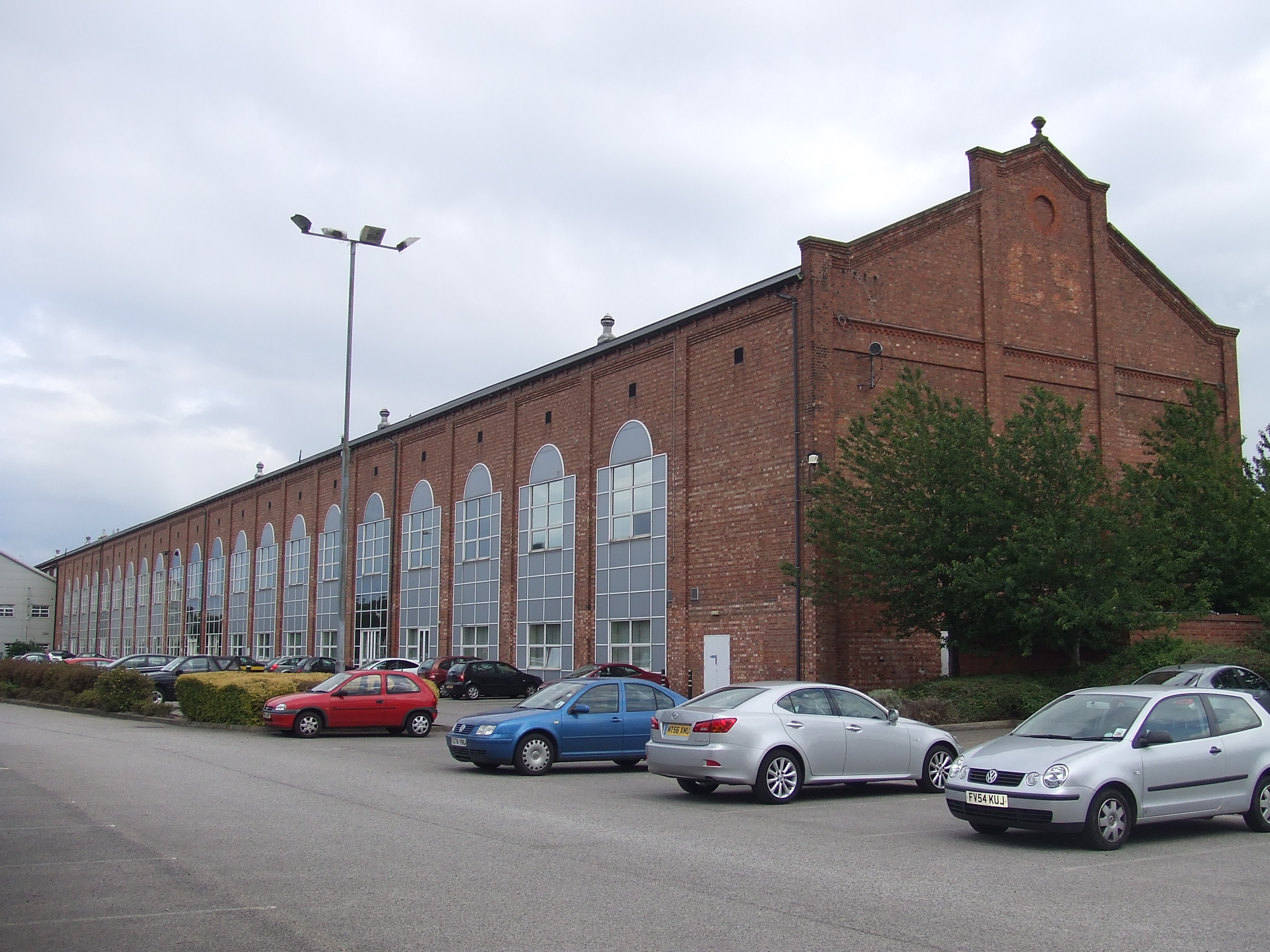
Fabryka Clayton and Shuttleworth Titanic Works, Lincoln w której produkowano Sopwith Camel

W 1916 roku firma wyprodukowała części do sterowca Supermarine Scout dla Admiralicji, a podczas I wojny światowej zdobyła szereg kontraktów na produkcję samolotów zarówno dla War Office, jak i dla Admiralicji. Pierwszym kontraktem była produkcja Sopwith Triplane; chociaż War Office później anulowało ten kontrakt, jednak 49 egzemplarzy samolotów zostało wyprodukowanych dla Royal Naval Air Service, a pierwszy samolot zbudowany przez Claytona został dostarczony 2-go grudnia 1916 roku. Firma budowała samoloty we wschodniej części budynków Titanic Works, skąd były wypchane na zewnątrz w celu uruchomienia silnika. Po testach naziemnych samoloty były demontowane i przewożone na lotnisko Robey’s w Bracebridge Heath w celu wykonania lotów testowych i finalnej dostawy.
W marcu 1917 roku firma otrzymała kontrakt na budowę Sopwith Camel, który pozostawał w produkcji do 1919 roku, do tego czasu fabrykę opuściło ponad 500 samolotów tego typu. W 1916 roku zbudowano nową fabrykę, aby umożliwić firmie produkcję dużego bombowca Handley Page O/400. W przeciwieństwie do mniejszego samolotu Sopwith, każdy bombowiec nie był rozbierany, a odbywał lot do miejsca testów i końcowego dostarczenia, samoloty startowały z pole na wschód od fabryk; pole to stało się znane jako Handley Page Field. Po zakończeniu kontraktu O/400 firma otrzymała zamówienie na budowę Vickers Vimy, ale finalnie tylko jeden został wybudowany przed rozejmem, który to spowodował anulowanie zamówienia.

### Red Baron; Richard Shuttleworth
Jednym z najbardziej znanych samolotów zbudowanych przez Clayton & Shuttleworth był Sopwith Camel B7270, pilotowany przez kanadyjskiego pilota Roya Browna, któremu oficjalnie przypisano zestrzelenie Czerwonego Barona. Po wojnie firma wydała ulotkę pamiątkową, aby uczcić ten sukces. Współczesne badania wskazują jednak, że Brown mógł w rzeczywistości nie oddać śmiertelnego strzału.
Richard Ormonde Shuttleworth, wnuk Josepha Shuttlewortha, współzałożyciela firmy, był znanym kierowcą wyścigowym, lotnikiem oraz kolekcjonerem samochodów i samolotów. Nabyte przez niego samochody i samoloty stanowiły podstawę kolekcji, znanej pod nazwą Shuttleworth Collection. Był oficerem w Royal Air Force Volunteer Reserve (RAFVR), zginął w wypadku lotniczym podczas nocnego lotu treningowego RAF w 1940 roku.

### Produkowane samoloty
- Handley Page 0/400
- Sopwith Camel
- Sopwith Triplane
- Vickers Vimy

## Zamknięcie

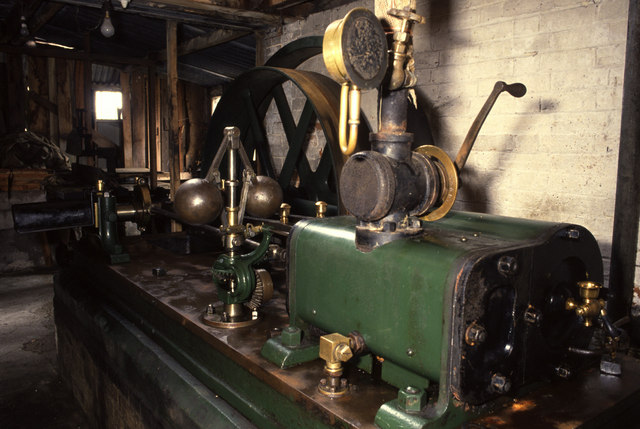
1863 Clayton & Shuttleworth poziomy silnik parowy zainstalowany w 1900 roku w tartaku w Englefield, Berkshire

Firma upadła w 1929 roku i została przejęta przez Marshall, Sons & Co. z Gainsborough. Clayton Forge i Abbey Works mieszczące się w Spa Road, Lincoln zostały zakupione przez Smith’s Castings of Coventry w 1929 roku i przekształciły się w Smith-Clayton Forge Ltd. Oddział austriacki, węgierski i rumuński zostały połączone w tzw. Hofherr-Schrantz Machine Factory w 1911 tworząc Hofherr-Schrantz-Clayton-Shuttleworth AG. Firma ta przetrwała Wielki kryzys i II wojnę światową. Po wojnie gdy Sowiecka Armia Czerwona okupowała Węgry, nowo utworzony rząd komunistyczny rozpoczął nacjonalizację przemysłu. W 1948 roku fabryka przeszła na własność państwa, a w 1951 została przemianowana na Vörös Csillag Traktorgyár. Niezależność fabryki skończyła się w 1973 roku, kiedy została przyłączona do przedsiębiorstwa Rába. Fabryka została ostatecznie zamknięta w 2010 roku, jednak wiele ze stuletnich budynków nadal jest użytkowanych przez mniejsze firmy.

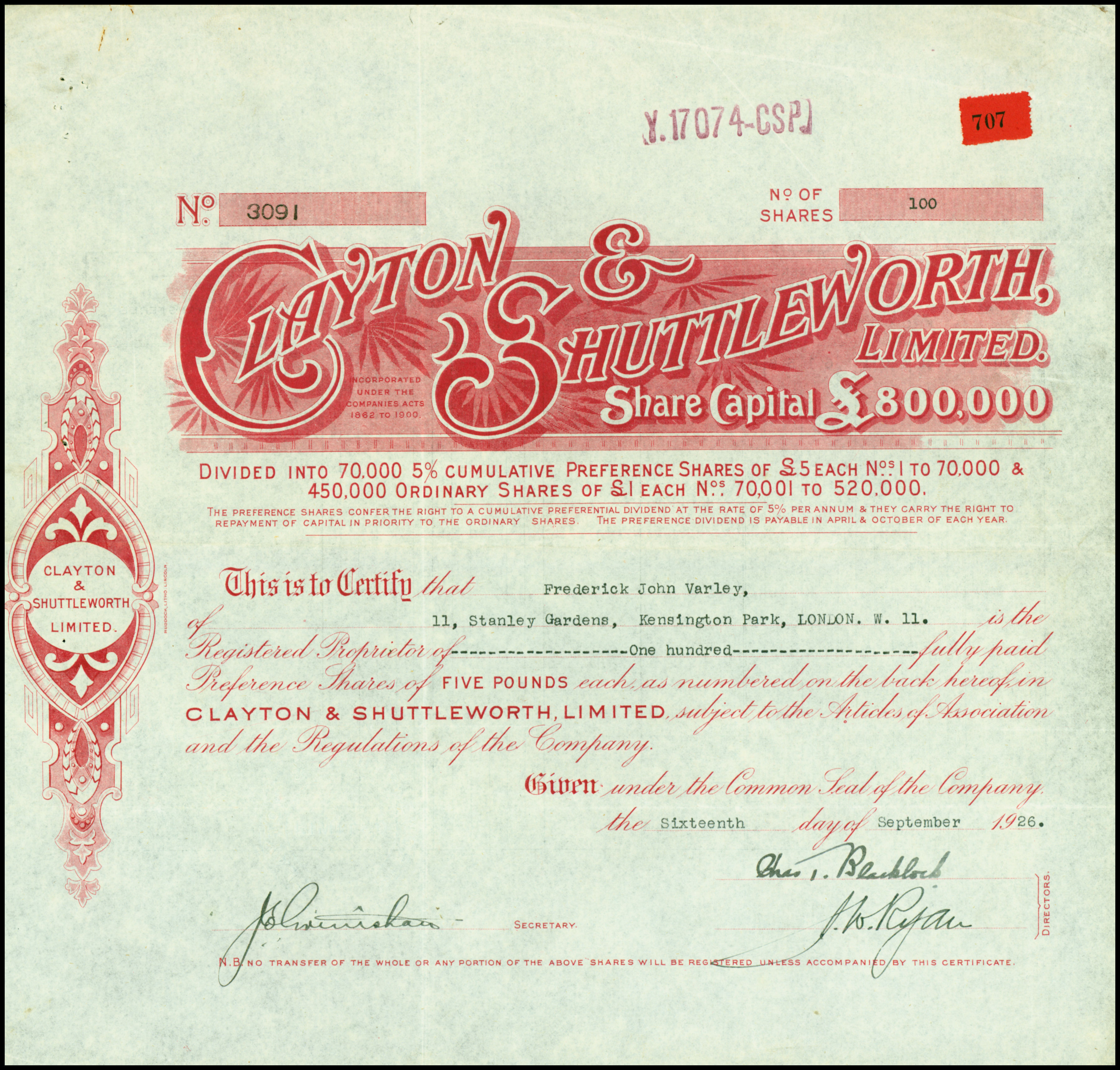
Akcje Clayton & Shuttleworth Ltd., wyemitowane 16-go września 1926 roku